# Кибья
Кибья — село в Кизнерском районе Удмуртской Республики России.

## География
Село находится в юго-западной части республики, в зоне хвойно-широколиственных лесов, к востоку от реки Пыжманки, на расстоянии примерно 14 километров (по прямой) к северо-западу от посёлка Кизнер, административного центра района. Абсолютная высота — 131 метр над уровнем моря.

### Климат
Климат характеризуется как умеренно континентальный. Среднегодовая температура воздуха — 2,5 °С. Средняя температура воздуха самого тёплого месяца (июля) — 18,7 °C; самого холодного (января) — −14,2 °C. Среднегодовое количество атмосферных осадков составляет 400—450 мм, из которых до 300 мм выпадает в тёплый период.

### Часовой пояс
Село Кибья, как и вся Удмуртская Республика, находится в часовой зоне МСК+1. Смещение применяемого времени относительно UTC составляет +4:00.

## Население
| 2010 | 2012 | 2015 |
| ---- | ---- | ---- |
| 206  | →206 | ↘199 |

### Национальный состав
Согласно результатам переписи 2002 года, в национальной структуре населения удмурты составляли 68 % из 267 чел., русские — 30 %.